# Tracija (rimska provincija)
Tracija (lat. Thracia, iz grč. Θράκη - Thráki; Trakija), starorimska provincija koja se većim dijelom nalazila na području današnje Bugarske. Osnovana je 46. godine uredbom cara Klaudija, kojom je Carstvu pripojena nekadašnja rimska vazalska država Odrisa. Područje između Bele Palanke i Pirota pripadalo je provinciji Traciji.
Reformama Dioklecijana s kraja 3. stoljeća teritorij Tracije podijeljen je na četiri manje pokrajine.

## Poveznice
- Tracija (regija)